# Кремль

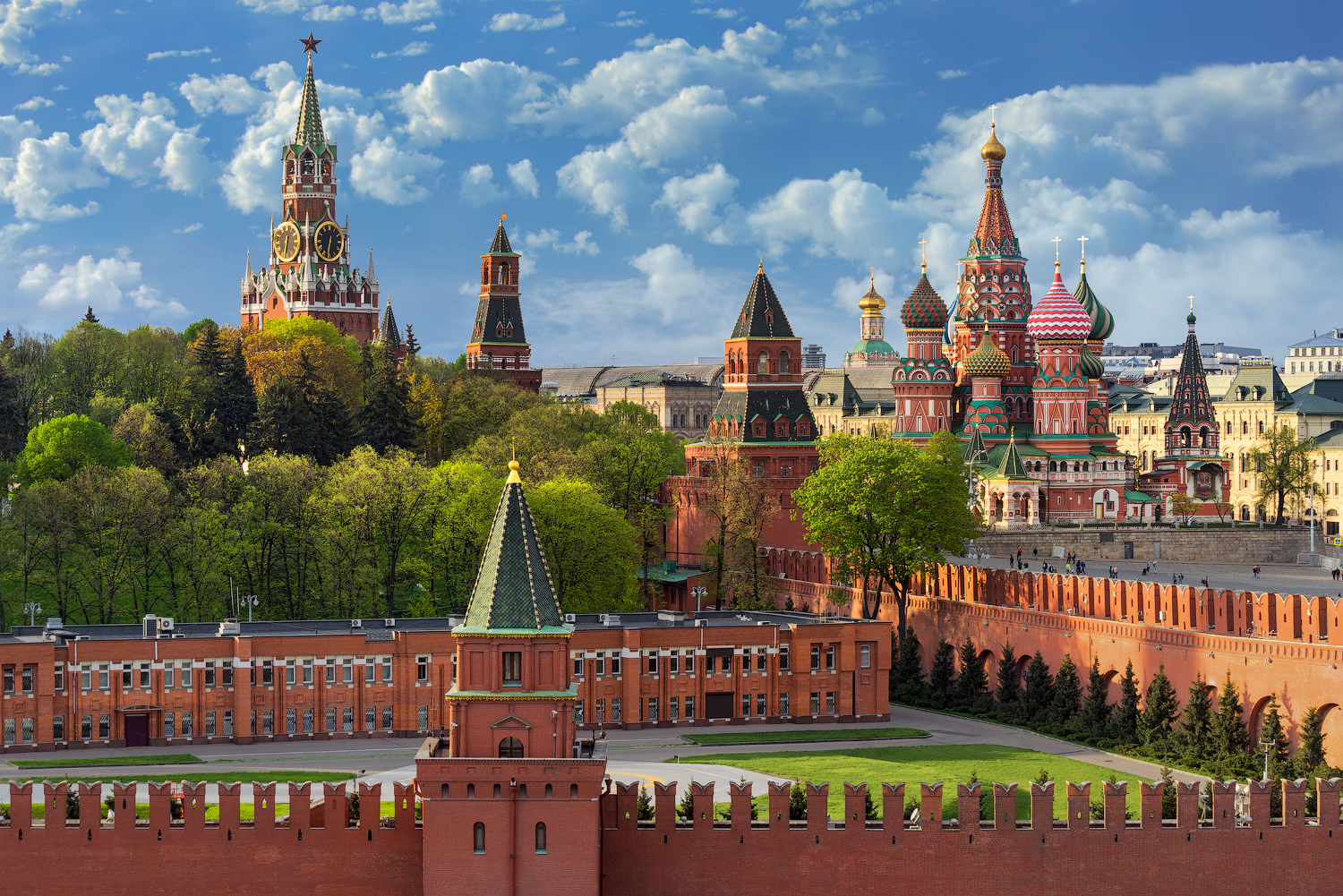
Московский Кремль

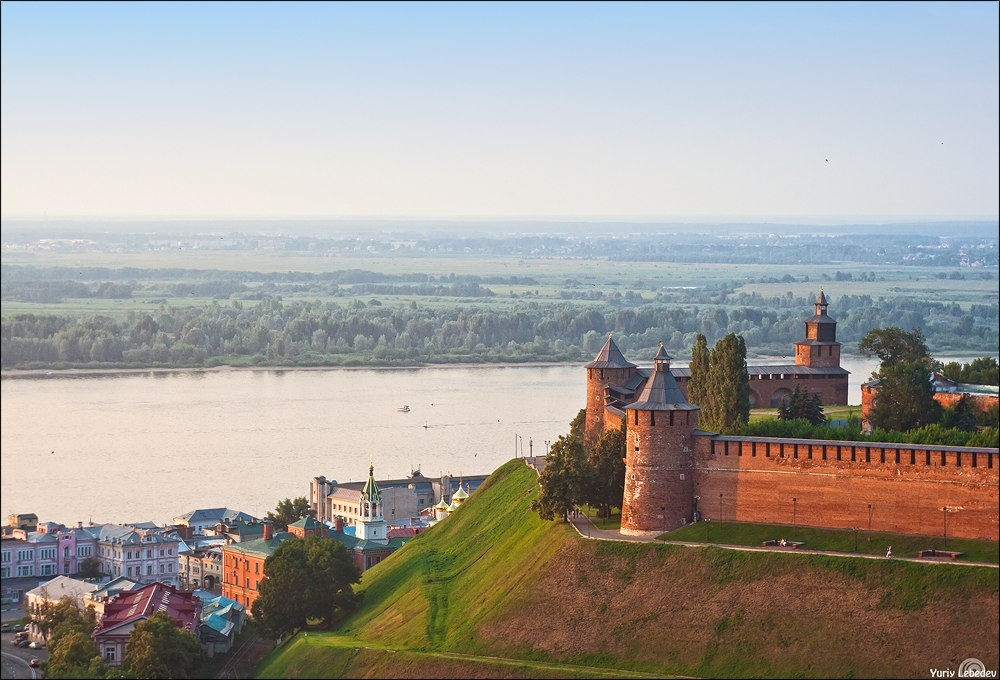
Нижегородский кремль

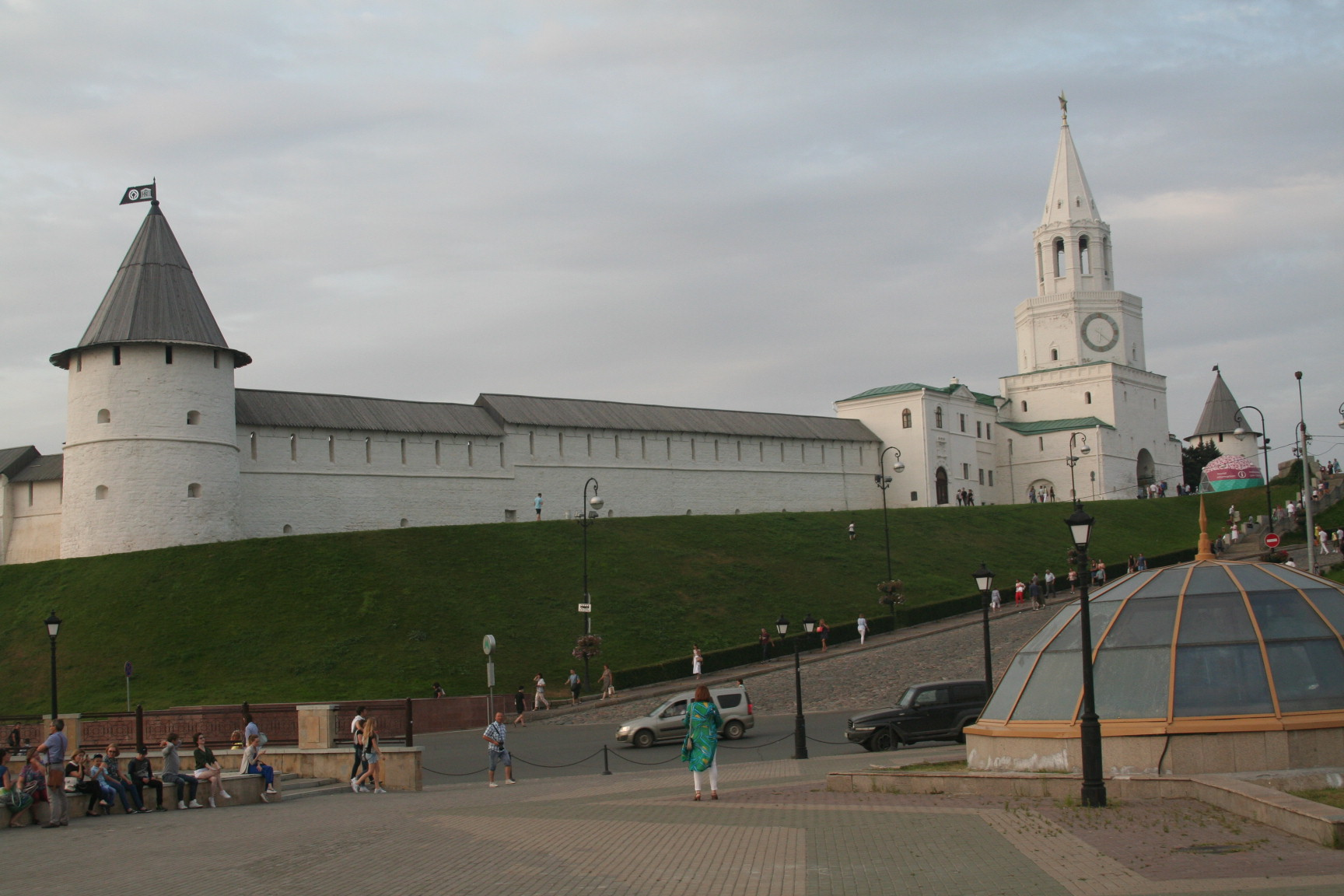
Казанский кремль

Московский Кремль и три окольных города Москвы

Кремль — укреплённое ядро (цитадель) городов Северо-Восточной Руси и Русского государства, центральная и наиболее древняя его часть. Слово кремль начало распространяться с XIV века, постепенно заменив древнерусское слово детинец. В структуре древнерусских городов к обнесённому крепостной стеной кремлю-детинцу в большинстве случаев примыкали 1—2 более крупных по площади окольных города, которые также были укреплены. Неукреплённые части города назывались посадами. Как правило, в кремле находился княжеский дворец, главные храмы, усадьбы феодальной знати и ремесленные мастерские, обслуживавшие княжеский двор. Для повышения обороноспособности кремли пытались строить с учётом естественных преимуществ рельефа местности — на мысах у слияния рек, на возвышенностях.
Кремлями также называют некоторые крепостные сооружения (Орешек, Ям, Ивангородская крепость), которые изначально создавались не в качестве городских укреплений, а как пограничные военные форпосты; кремлями именовались отдельные монастыри, например, Соловецкий. Несколько спорно право именоваться «кремлём» и резиденции Ивана Грозного в Александровской слободе, нередко называемой «Александровским кремлём», и укреплённых резиденций архиереев (архиерейских дворов) в Тобольске и Ростове.

## Этимология
Происхождение слова «кремль» обычно выводят из слова «кром» (ср. Псковский Кром), которое одни исследователи трактуют как «край, рубеж, граница», а другие связывают со словом «кромьство» — внутренность. Первое значение, связанное с краем, семантически близко к мысовой схеме большинства древнерусских детинцев, которые возводились при слиянии двух рек и лишь впоследствии становились «внутренними» крепостями. Однокоренные слова — кромка, кроме, укромный.
Первое летописное упоминание «города кромного» датировано 1113 годом. Промежуточная форма с перегласовкой о/е появляется в летописи в 1317 году как «кремник» в связи с сообщением о строительстве Тверского кремля. В Москве слово «кремль» долгое время использовалось в сочетании «кремль город» или «кремлен град» (см. Кремленаград), что свидетельствует о -ль или -лен как о суффиксах.
Существуют иные версии и объяснения слова кремль:
- В «Историко-географическом описании Северной и Восточной частей Европы и Азии» (1730) Филипп Иоганн фон Страленберг пишет, что это тюркское слово и обозначает «крепость»; оно не связано со словом «кремень». В доказательство он приводит тот факт что китайскую стену западные тюрки называют «Zagan Crimm» или «Cremm».[7]
- Э. М. Мурзаев придерживался версии предложенной алтаистами, согласно которой этимология слова связана с монгольским «керем» (хэрэм) и тюркским «кермен» в значении «крепость», «крепостная стена». По его мнению, данная версия исторически оправдывается тем, что появление русского слова совпадает примерно с эпохой ордынского господства на Руси[8].
- В «Толковом словаре живого великорусского языка» Владимир Даль дал целый ряд своеобразных тематических параллелей из диалектной лексики: «кремлевник» — «хвойный лес по моховому болоту», «кремь» — «лучшая часть заповедника, крепкий и крупный строевой лес», «кремлевое дерево» — «дерево на краю леса, выросшее одиноко и на просторе, крепкое строевое дерево». Этого же родства придерживается М. Фасмер[9]. Историки И. Е. Забелин и М. Н. Тихомиров считали, что слова «кремль», «кремник», «кром» связаны с тем, что древнерусские крепости были деревянными рублеными укреплениями.
- Согласно Миклошичу и Соболевскому, родственно словам «кремень» и «корма»[9].
- По одной из версий слово «кремль» связано с греческим словом «кремнос» (κρημνός), имеющим значение «крутизна, крутая гора над берегом или оврагом»[10].
- Кремль от слова кремлёная (стена), что означает строительство стены вокруг деревьев, корнями глубоко уходящих в землю, а стволы деревьев отстраивались различными материалами. Указанный тип строительства давал дополнительную прочность такому сооружению. Возможно, происхождение слова «кремль» связано со словом комель.
- По В. Н. Топорову, слово имеет балтийское происхождение. Он отмечает, что Кремль — не только крепость, но и топографическое понятие. По его мнению, название Кремля этимологически связано с прус. названиями Kremon, Kremiten, лит. krim̃sti (kremtù), лтш. krìmst (krę̀mtu) «грызть, кусать», лит. krãmas, krãmė «голова (змеи и т. п.)», «устье», «впадение», «раструб», «жерло», лит. kramsėti, лтш. kramsît «кромсать». Кремль мог получить название по принципу изолированности, отдельности (нечто «откусанное») или по форме самой территории (кремли строились на мысах, образованных острым углом двух рек), или по внешнему виду крепости (частокол из остро отёсанных зубцами брёвен, ср. название бороны krèmis по принципу «зубчатости»), или по названию самого места (устье, впадение, слияние, раструб)[11].

Полностью аналогичны русским кремлям (хотя к ним такое название не применяется) окружённые крепостной стеной древне/средневековые города-крепости Ближнего Востока (например, старый город Иерусалима), Европы (например, старый город Авилы), Китая (например, старые города Сианя, Датуна).

## Крепостидомонгольской Руси

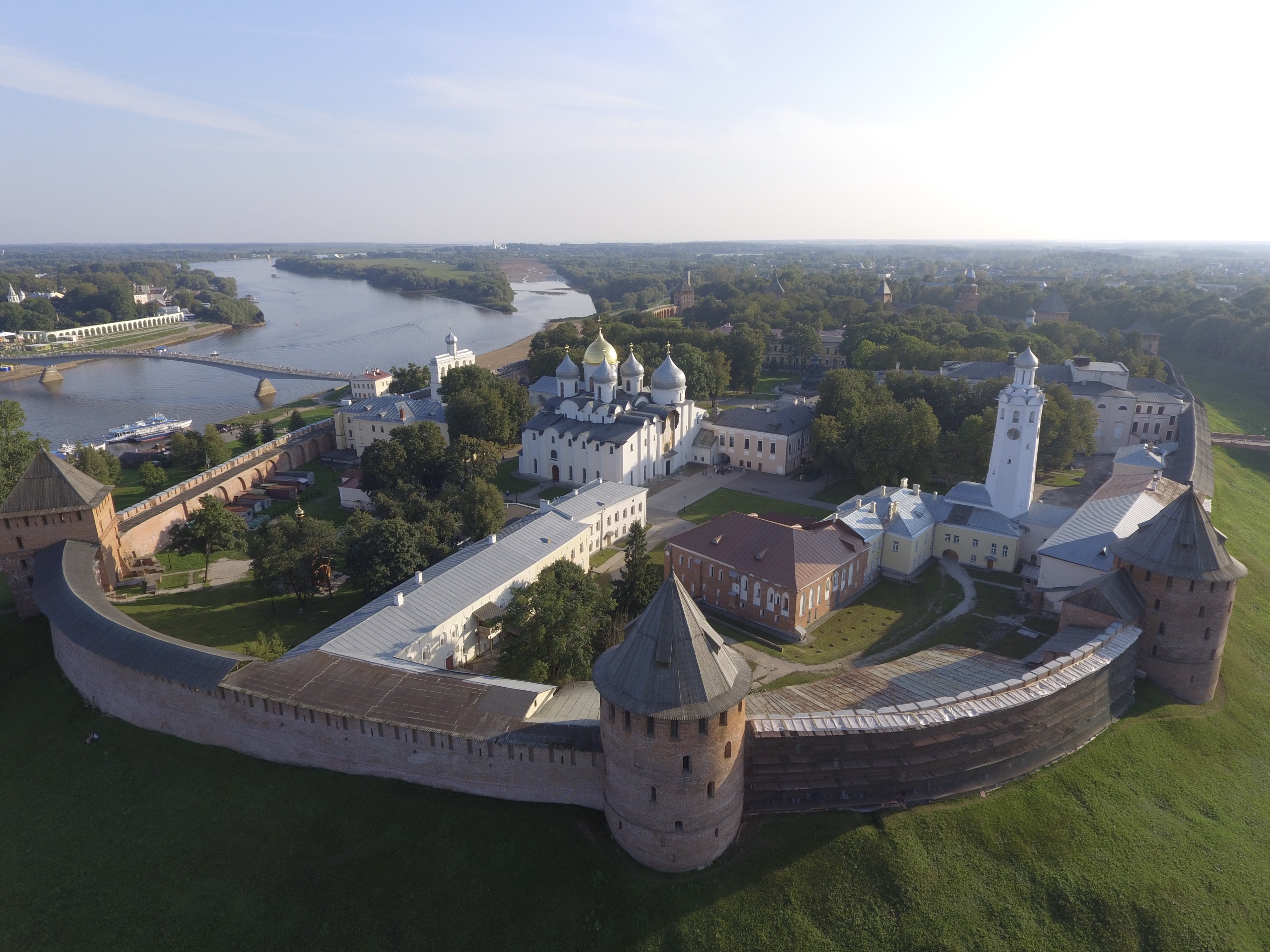
Новгородский Кремль (Детинец)

Славяне не позднее IX века стали возводить крепости для защиты своих земель от врагов. Известно, что скандинавы называли славянские земли страной крепостей — «Гардарики». Арабский географ Аль-Бакри (X век) писал: «И таким образом строят славяне большую часть своих крепостей: они направляются к лугам, обильным водами и камышом, и обозначают там место круглое или четырёхугольное, смотря по форме, которую желают придать крепости, и по величине её выкапывают вокруг ров, и выкопанную землю сваливают в вал, укрепивши её досками и сваями наподобие битой земли, покуда стена не дойдёт до желанной высоты. И отмеряется тогда дверь, с какой стороны им угодно, и к ней подходят по деревянному мосту». На гребне вала в древнейшие времена возводилась деревянная ограда — частокол или заполот (так называлась стена из брёвен, врытых вертикально на некотором расстоянии друг от друга и соединённых между собой горизонтально уложенными брёвнами). Такой способ ограждения поселения был достаточно примитивен; позднее более предпочтительными стали крепостные стены из срубов.
Крепостей было немало: так, в домонгольской Руси насчитывалось около 400 больших и малых городов; от многих из них сейчас остались только круговые земляные валы, на которых в древности и располагались крепостные стены (характерный пример — Рюриково городище — старый центр Новгорода). В те времена дерево было основным материалом для строительства кремлей благодаря скорости возведения, обилию материала, а также сложившимся на протяжении веков плотницким традициям.
В VIII веке была возведена самая ранняя из известных на сегодняшний день каменно-деревянных крепостей — Любшанская крепость близ Старой Ладоги. К числу древнейших каменно-деревянных кремлей относятся также крепость на Труворовом городище под Изборском (IX век) и первый Староладожский кремль (конец IX века, позже полностью перестроен). Отдельные каменные башни, врата и прясла стен появляются также в других городах (Владимире, Киеве, Новгороде, Переяславле): сохранились/восстановлены (правда, весьма далёкие от своего первоначального облика) Золотые ворота киевского города Ярослава и Золотые ворота владимирского Нового города.
Особый вид каменно-деревянных кремлей появляется под влиянием архитектурных традиций Польши и Венгрии в западной и юго-западной Руси. Особенностью их было соседство деревянных стен и башен с так называемыми вежами — стоящими внутри крепости (но поблизости от наиболее уязвимых участков обороны) высокими каменными башнями, которые использовались в том числе и в качестве сторожевых вышек. Такие сооружения, именуемые башнями волынского типа, были возведены, например, в Холмском, Каменецком, Городенском детинцах.
Внутри крепостей располагались жизненно важные объекты города, такие как церкви, оружейные склады и мастерские, административное хозяйство. Место для постройки кремля обычно выбиралось на холме, рядом с рекой или другими естественными препятствиями.
Во время эпохи монголо-татарского нашествия многие русские деревянные и каменно-деревянные крепости были взяты и разрушены монголами (сожжены дотла были, например, Козельск и Рязань — городище, ныне известное как Старая Рязань). Многолетнее монголо-татарское иго затормозило развитие отечественного фортификационного зодчества на полторы сотни лет, так как прекратились междоусобные войны и необходимость строить крепости отпала.
Традиции строительства крепостей сохранялись лишь в Новгородской и Псковской землях, не пострадавших от монгольского нашествия. Здесь возводятся впервые на Руси — крепости, которые были не столько городами в полном смысле этого слова, сколько оборонными сооружениями: Изборская крепость, Порховская крепость, Копорская крепость, крепость Орешек, крепость Ям, крепость Корела, крепость Остров. Самой сильной из русских крепостей стал Псковский Кром, которому не было равных на Руси по количеству выдержанных осад.

## Кремли Русского государства

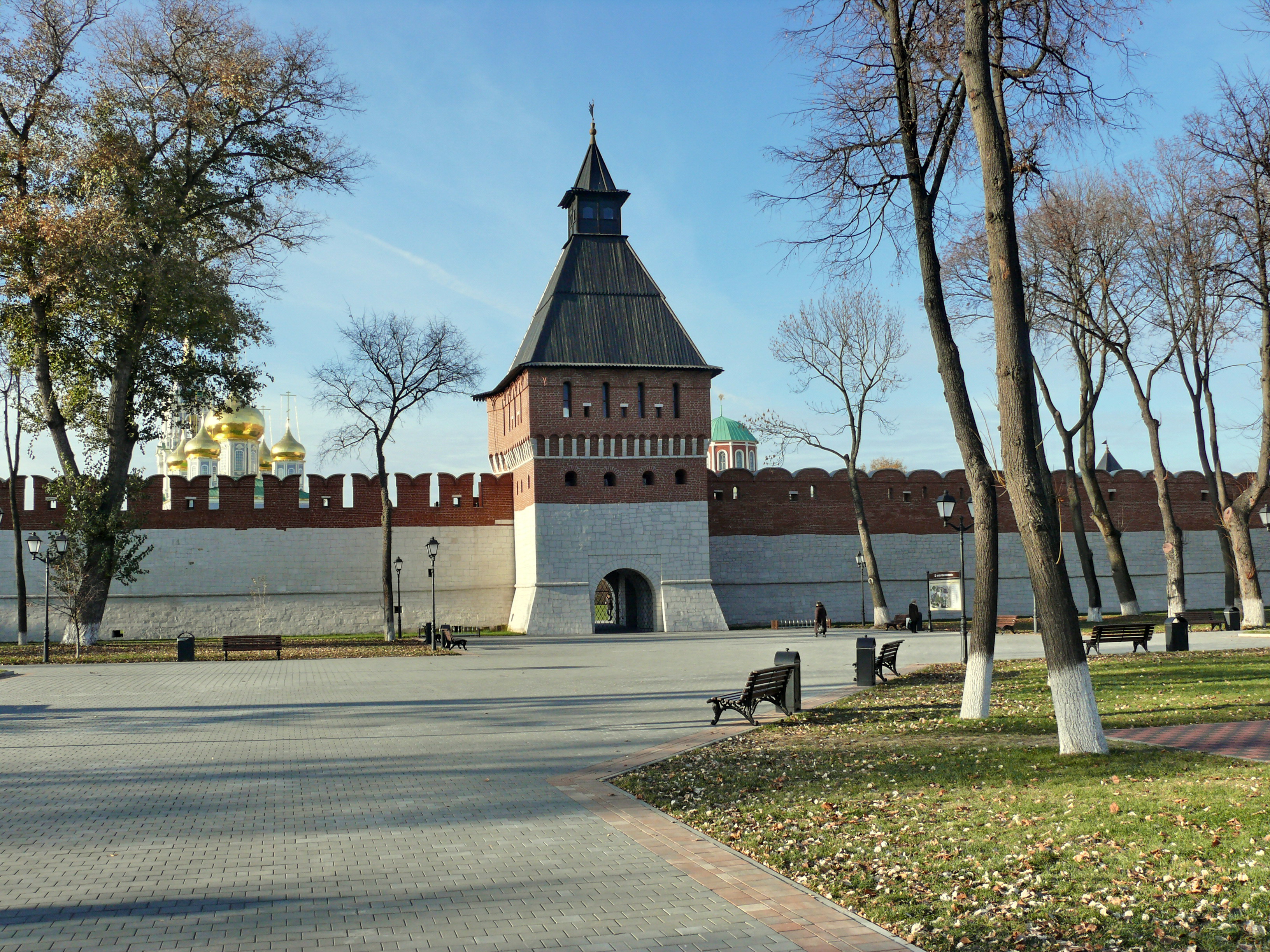
Башня Ивановских ворот Тульского кремля

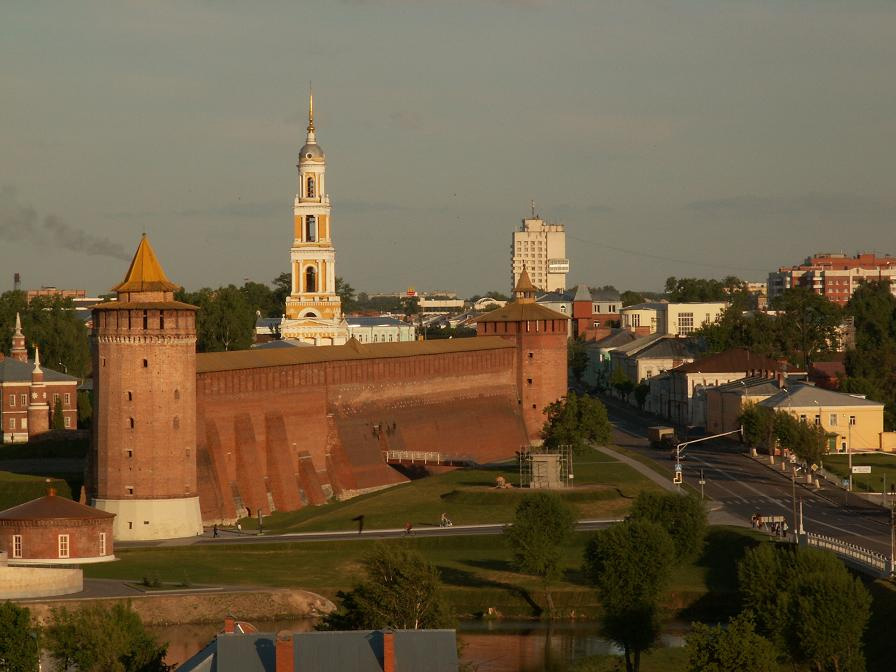
Маринкина и Грановитая башни Коломенского кремля

В летописях под 1317 года в рассказывается о постройке Тверского кремля (в оригинале Тверского кремника), где была возведена деревянная городская крепость, которую обмазали глиной и побелили.
Деревянные крепости в Русском государстве возводятся практически повсеместно — от дальневосточных земель до шведских границ. Особенно много их было на юге, где они служили звеньями укреплённых засечных черт, преграждавших путь в центральные уезды крымским татарам. В художественно-эстетическом отношении деревянные крепости ничем не уступали каменным — и остаётся только сожалеть, что башни деревянных кремлей не сохранились до нашего времени. Деревянные крепости возводились довольно быстро: в 1638 году в Мценске крепостные стены Большого острога и Плетёного города общей протяжённостью около 3 километров с 13 башнями и почти стометровый мост через реку Зушу возвели всего за 20 дней. Подобным образом во время похода на Казань весной 1551 года построен город Свияжск: крепостные стены около 2,5 километра длиной, множество церквей и домов были возведены всего за месяц.
Символом возрождения кремлёвского строительства на Руси стало возведение стен белокаменного Московского Кремля, которое началось в 1367 году в годы правления великого князя Дмитрия Ивановича Донского; возможно, белокаменные стены и башни соседствовали с деревянными фрагментами. Всего лишь одна каменная башня (Дмитровская) была и в возведённом в 1374 году Нижегородском кремле, остальные фрагменты которого были деревянными.
В дальнейшем многие кремли перестраиваются и укрепляются. Так, Московский кремль при Иване Третьем возводится заново из кирпича.
В XVI—XVII веках в Русском государстве было построено около 30 каменных крепостей. Нередко новые кремли имеют в плане правильную геометрическую форму (Зарайский, Тульский кремли). Тульский кремль уникален тем, что построен в низине (что было возможно по причине неразвитости осадной артиллерии у кочевников-татар).
Строительство кремлей продолжалось до рубежа XVII—XVIII веков. Последнее называемое кремлём сооружение (а по факту это был укреплённый двор Сибирской и Тобольской митрополии РПЦ) было возведено из камня в 1699—1717 годах в городе Тобольске (самый восточный кремль в России).

## Судьба кремлей в XVIII—XX веках
В XVIII—XX веках многие крепости и кремли, лишившись военного значения, были выведены за штат и переданы в ведение гражданских властей. Часть крепостей обветшало и разрушилось или сгорело в пожарах. Другие были уничтожены во время градостроительной реформы Екатерины II и позднее. Почти полностью были разобраны каменные Можайский кремль (за исключением одной башни с надвратной церковью и 11 метров крепостной стены, встроенных в Ново-Никольский собор на кремлёвском холме), Вяземский кремль (кроме Спасской башни), Серпуховский кремль (его разрушение было завершено в 1934 году: сохранившиеся к тому времени немногочисленные фрагменты были разобраны на строительство Московского метрополитена; осталось лишь два небольших участка стены). Некоторые кремлёвские постройки были перестроены в XIX веке (например отдельные башни Московского кремля). Ни одна из деревянных крепостей не сохранилась в целости до XX века. Остались только несколько башен с остатками стен и хозяйственных построек в зауральских землях (от Братского, Казымского, Якутского, Бельского и Илимского острогов). 

## Современное состояние и охранный статус
Первый меры по охране памятников древности были приняты Петром I в 1722 году. В XIX веке памятники архитектуры были взяты под государственную опеку, началась работа по их каталогизации. Большой вклад в эту работу внесли Императорская архитектурная комиссия и Московское архитектурное общество. Указом Николая I от 1826 года запрещалось разрушение памятников старины. Начались работы по реставрации и благоустройству сохранившихся крепостей в том числе Московского, Нижегородского, Казанского и других кремлей.

## Список кремлей и детинцев

### Каменные кремли

#### Каменные кремли с замкнутым кольцом стен
| Изображение | Название                                        | Годы постройки                         | Информация |
| ----------- | ----------------------------------------------- | -------------------------------------- | --- |
|             | Астраханский кремль                             | В дереве: 1558—1559 В камне: 1562—1581 | Сохранилось 7 из 8 башен. Также сохранились многие внутренние постройки кремля. Башня Красные ворота разобрана в конце XVIII века, восстановлена в середине XX века. Башня Никольские ворота перестраивалась в XVIII веке, восстановлена в начале XX века. Кремль входит в предварительный список объектов-кандидатов всемирного наследия ЮНЕСКО. Объект культурного наследия народов РФ федерального значения. Рег. № 301520273210006 (ЕГРОКН). Объект № 3010006000 (БД Викигида)            |
|             | Зарайский кремль                                | В дереве: XII век В камне: 1528—1531   | Сохранилось все 7 башен, из которых 3 с воротами. Четвёртые (Троицкие — в восточной стене) ворота пробиты в 1789. Также сохранились многие внутренние постройки кремля. Объект культурного наследия народов РФ федерального значения. Рег. № 501420859800006 (ЕГРОКН). Объект № 5010112000 (БД Викигида) |
|             | Казанский кремль                                | В дереве: X век В камне: XVI век       | Изначально построен в дереве как булгарская крепость. Каменный кремль был заложен Иваном Грозным. Сохранилось 8 башен из 13. От разрушенных башен сохранились основания. Также сохранились многие внутренние постройки кремля. Кремль признан объектом всемирного наследия ЮНЕСКО. Объект культурного наследия народов РФ федерального значения. Рег. № 161821313150006 (ЕГРОКН). Объект № 1610053000 (БД Викигида)                                                                           |
|             | Московский кремль                               | В дереве: XII век В камне: 1482—1495   | Сохранилось 20 башен из 21. Не сохранилась одна башня — Гербовая. Также сохранились многие внутренние постройки кремля. Кремль признан объектом всемирного наследия ЮНЕСКО. Объект культурного наследия народов РФ федерального значения. Рег. № 771520302110006 (ЕГРОКН). Объект № 7710353000 (БД Викигида) |
|             | Нижегородский кремль                            | В дереве: XIII век В камне: 1508—1515  | Сохранились все 13 башен кремля (включая 2 восстановленных). Также сохранились многие внутренние постройки кремля. Две башни, находившиеся в подгорной части кремля и разрушенные оползнем в XVIII в., впоследствии были отстроены заново: круглая Борисоглебская башня — после реставрации 1950-х — 1970-х гг., проездная Зачатьевская башня — в 2012 году. Объект культурного наследия народов РФ федерального значения. Рег. № 521420066380006 (ЕГРОКН). Объект № 5210024000 (БД Викигида) |
|             | Новгородский детинец также: Новгородский кремль | В дереве: X век В камне: XV век        | Сохранились 9 башен из 12. Также сохранились многие внутренние постройки кремля. Вместо Пречистенской и Воскресенской башен устроены широкие проездные арки. От Борисоглебской башни сохранился фундамент. Кремль признан объектом всемирного наследия ЮНЕСКО. Объект культурного наследия народов РФ федерального значения. Рег. № 561420024230006 (ЕГРОКН). Объект № 5310033000 (БД Викигида)                                                                                               |
|             | Псковский Кром также: Псковский кремль          | В дереве: X век В камне: XIII век      | Сохранилось все 5 башен. Также сохранились многие внутренние постройки кремля. Свято-Троицкий собор крома признан памятником всемирного наследия ЮНЕСКО. Объект культурного наследия народов РФ федерального значения. Рег. № 601520272420006 (ЕГРОКН). Объект № 6010034000 (БД Викигида) |
|             | Тульский кремль                                 | В дереве: XII век В камне: 1514—1520   | Сохранились все 9 башен кремля, 4 из которых являются проездными. Также сохранились многие внутренние постройки кремля. Объект культурного наследия народов РФ федерального значения. Рег. № 711420087190006 (ЕГРОКН). Объект № 7110014000 (БД Викигида) |

#### Каменные кремли с существенными утратами
| Изображение | Название                                      | Годы постройки                       | Информация |
| ----------- | --------------------------------------------- | ------------------------------------ | --- |
|             | Коломенский кремль                            | В дереве: XII век В камне: 1525—1531 | Сохранилось 7 из 16 башен, а также 2 прясла стен, между сохранившимися башнями. Объект культурного наследия народов РФ федерального значения. Рег. № 501420644720006 (ЕГРОКН). Объект № 5010180000 (БД Викигида) |
|             | Можайский кремль                              | В дереве: XII век В камне: XVI век   | Утрачены 7 башен из 8. Сохранилась только Никольская башня (с крепостными воротами, надвратной церковью и 11 метрами стены), встроенная в Ново-Никольский собор. Также сохранились белокаменные фрагменты цоколя и фундамента башен, а также земляной вал. Объект культурного наследия народов РФ федерального значения. Рег. № 501420411600006 (ЕГРОКН). Объект № 5010267000 (БД Викигида) |
|             | Серпуховский кремль                           | В дереве: 1374—? В камне: 1556—1560е | У Кремля было 8 башен и одни ворота. Все они утрачены. Сохранились лишь два фрагмента стен и кремлёвский холм. Объект культурного наследия народов РФ федерального значения. Рег. № 501620437460006 (ЕГРОКН). Объект № 5030898000 (БД Викигида) |
|             | Староладожский детинец (кремлём не назывался) | В дереве: X век В камне: XVI век     | Детинец первой столицы Руси, в 862—864 годах здесь размещался Рюрик со своей дружиной. Детинец был деревянным и до наших дней не сохранился. В 1116 году ладожский посадник Павел заложил каменную крепость. Из за постоянных нападений шведов и финнов Ладога не смогла развиться в крупный город, а была по сути приграничным поселением, поэтому оборонительные сооружения на месте детинца называются Староладожской крепостью, а не кремлём. Сохранившиеся каменные крепостные сооружения построены на месте детинца значительно позже, в XVI веке. От крепости сохранилось 3 из 5 башен. Объект культурного наследия народов РФ федерального значения. Рег. № 471520293450006 (ЕГРОКН). Объект № 4710025000 (БД Викигида) |

#### Укреплённые каменные дворы, которые стали называть кремлями
| Изображение | Название                | Годы постройки                    | Информация |
| ----------- | ----------------------- | --------------------------------- | --- |
|             | Александровская слобода | В камне: 1508—1513                | Также иногда называется Александровским кремлём. Основана как укреплённый загородный дворец государя Василия III. С 1564 по 1581 год — резиденция царя Ивана Грозного, фактически столица государства. Во второй половине XVII века на территории бывшей царской крепости был устроен Успенский женский монастырь. У крепости сохранились все 5 каменных башен и все стены. Объект культурного наследия народов РФ. Объект № 3320001000 (БД Викигида) |
|             | Верхотурский кремль     | В дереве: 1598 В камне: 1698—1710 | В 1696 было принято решение на месте Верхотурского острога построить двор-усадьбу для местного воеводы, окружённую крепостными стенами с двумя башнями. Строительство велось под руководством воеводы Алексея Калетина. К XXI веку обе башни и два прясла стен были утрачены. В 2010-х годах было принято решение восстановить утраченные стены и башни. К 2015 году была воссозданы южная и северная башни кремля, восстановлены западная и северная стены, а также караульное помещение. Объект культурного наследия народов РФ регионального значения. Рег. № 661721298470005 (ЕГРОКН). Объект № 6610067000 (БД Викигида)   |
|             | Ростовский кремль       | В камне: 1670—1683                | Основан как двор Ростовской митрополии, митрополитом Ионой. Во время постройки Ростов уже не имел какого-либо оборонительного значения, в связи с чем каменные стены носили достаточно декоративный характер и не должны были служить для обороны города. Также кремль построен не на историческом месте Ростовского детинца. В кремле есть 11 башен и 5 ворот. Все они сохранились до нашего времени. Кремль входит в предварительный список объектов-кандидатов всемирного наследия ЮНЕСКО. Объект культурного наследия народов РФ федерального значения. Рег. № 761520268470006 (ЕГРОКН). Объект № 7610176000 (БД Викигида) |
|             | Тобольский кремль       | В камне: 1683—1718                | Основан как двор Сибирской и Тобольской митрополии. Руководил начальным этапом строительства сибирский митрополит Павел. В кремле есть 7 башен. Все они сохранились до нашего времени. Объект культурного наследия народов РФ федерального значения. Рег. № 721420105150006 (ЕГРОКН). Объект № 7210038001 (БД Викигида) |

### Каменно-деревянные кремли, которые частично сохранились
В этот список вносятся кремли, от которых сохранилась хотя бы одна башня.
| Изображение | Название                             | Годы постройки                                      | Информация |
| ----------- | ------------------------------------ | --------------------------------------------------- | --- |
|             | Вологодский кремль                   | Каменно-деревянный: 1566—1671                       | Вологодский кремль строился не на историческом месте детинца с деревянными укреплениями, а был смещён в сторону на пару километров. Крепостные стены имели 11 каменных и 12 деревянных башен. Они все утрачены. Фундамент одной из каменных башен был найден археологами в 2012 году. Сохранился Архиерейский двор, огороженный стеной с тремя башнями. Также частично сохранились земляной вал и ров. Объект культурного наследия народов РФ федерального значения. Рег. № 351420256060006 (ЕГРОКН). Объект № 3510063000 (БД Викигида)                                                           |
|             | Вяземский кремль                     | В дереве: XIII век Каменно-деревянный: 1632 — 1630е | От кремля сохранились холм Верхнего малого города, Спасская башня и Троицкий собор 1674—1676 годов на холме Верхнего малого города. Объект культурного наследия народов РФ. Объект № 6700255000 (БД Викигида) |
|             | Каменецкий детинец (кремлём не стал) | Каменно-деревянный: 1276 — 1280е                    | Каменецкий детинец строился волынскими князьями, в период раздробленности Руси. Имел небольшую площадь и население 300—500 человек. Его окружали защитный ров, заполненный водой и земляной вал с расположенными на нём деревянными укреплениями. Также была построена одна каменная башня — Каменецкая, которая и сохранилась до наших дней. Кремлём каменецкий детинец так и не стал, поскольку территория была захвачена на несколько веков Великим княжеством Литовским и Речью Посполитой. Объект Государственного списка историко-культурных ценностей Республики Беларусь. Код: 110Г000321 |
|             | Сызранский кремль                    | Каменно-деревянный: 1683—1685                       | Ныне от Сызранского кремля, изначально имевшего четыре деревянных и одну каменную башню, сохранилась только каменная Спасская башня. На территории кремля также сохранилась церковь Рождества Христова, построенная в 1717 году. Объект культурного наследия народов РФ федерального значения. Рег. № 631591362940006 (ЕГРОКН). Объект № 6310069000 (БД Викигида) |

### Деревянные кремли

#### Деревянные кремли, которые частично сохранились
В этот список вносятся кремли, от которых одновременно сохранились оборонительные укрепления (валы или рвы), а также постройки времён существования кремля — административные, культовые и другие сооружения.
| Изображение | Название              | Годы существования                    | Информация |
| ----------- | --------------------- | ------------------------------------- | --- |
|             | Белозерский кремль    | Построен: XV век Разобран: XVIII век  | У кремля было 8 деревянных башен: 5 глухих и 3 воротных. До наших дней сохранились валы и Спасо-Преображенский собор 1668 года постройки. Объект культурного наследия народов РФ федерального значения. Рег. № 351410072620006 (ЕГРОКН). Объект № 3510095000 (БД Викигида) |
|             | Владимирский кремль   | Построен: XII век                     | У кремля было 9 деревянных башен, они не сохранились. Сохранились только валы, а также соборы — Успенский и Дмитриевский, которых охватывала просуществовавшая с домонгольской эпохи и до XIX века (вероятно, став источником ресурсов для строительства новой колокольни Успенского собора) белокаменная стена, ограждавшая детинец от основного Печернего города, являясь его частью с самого основания. Помимо прочего, сохранились до наших дней и Золотые ворота Владимира, — относятся не к кремлю, а к укреплениям Нового города Владимира. Успенский и Дмитриевский соборы входят в список объектов всемирного наследия ЮНЕСКО. Объект культурного наследия народов РФ федерального значения. Рег. № 331741258280006 (ЕГРОКН). Объект № 3330003000 (БД Викигида) |
|             | Волоколамский кремль  | Построен: XII век Разобран: XVIII век | Деревянные укрепления были возведены, по-видимому, в XII веке. Однако существует мнение о постройке Волоколамска в начале XI века Ярославом Мудрым, основанное на поздних местных преданиях. До наших дней сохранились валы и Воскресенский собор XV века. Объект культурного наследия народов РФ федерального значения. Рег. № 501421228920006 (ЕГРОКН). Объект № 5010014000 (БД Викигида) |
|             | Дмитровский кремль    | Построен: 1154                        | У кремля было 9 деревянных башен с 2 воротами. Сохранились остатки крепостного вала и рва, Успенский собор начала XVI века и ряд зданий XIX—XX веков. Объект культурного наследия народов РФ федерального значения. Рег. № 501411228840006 (ЕГРОКН). Объект № 5010054000 (БД Викигида) |
|             | Звенигородский кремль | Построен: XIV век Разобран: XVIII век | Кремль был укреплён системой земляных валов 8 метров в высоту. По гребню вала высились мощные деревянные стены с башнями и бойницами. До наших дней сохранились валы и Успенский собор 1390-е годов постройки. Объект культурного наследия народов РФ федерального значения. Рег. № 501441231790006 (ЕГРОКН). Объект № 5010124000 (БД Викигида) |
|             | Переславский кремль   | Построен: 1152                        | У кремля было 12 деревянных башен и как минимум двое ворот. Деревянные стены кремля были разобраны в 1759 году по причине большой ветхости и за ненадобностью. Спасо-Преображенский собор и крепостные валы кремля входят в предварительный список объектов-кандидатов всемирного наследия ЮНЕСКО. Объект культурного наследия народов РФ федерального значения. Рег. № 761811342110006 (ЕГРОКН). Объект № 7610119000 (БД Викигида) |
|             | Рязанский кремль      | Построен: 1095                        | У кремля было 12 башен, одна из которых была каменной — Глебовская башня. Деревянные стены к XVIII веку пришли в ветхость и были снесены при утверждении Екатерининского градостроительного плана 1778 года. До наших дней сохранились валы и соборы: Успенский, Христорождественский, Архангельский. Все башни утрачены, в том числе и каменная. На её месте воздвигнута Соборная колокольня. Объект культурного наследия народов РФ федерального значения. Рег. № 621620485710006 (ЕГРОКН). Объект № 6210014000 (БД Викигида) |
|             | Суздальский кремль    | Построен: XI—XII век                  | У кремля было 15 деревянных башен. Все деревянные укрепления сгорели в 1719 году. До наших дней сохранились валы, архиерейские палаты и Богородице-Рождественский собор. Кремль признан объектом всемирного наследия ЮНЕСКО. Объект культурного наследия народов РФ федерального значения. Рег. № 331520003950006 (ЕГРОКН). Объект № 3310127000 (БД Викигида) |
|             | Угличский кремль      | Построен: XV век                      | Деревянный кремль был укреплён валами и стенами. Последний раз стены, башни и мосты были восстановлены в 1660—1662 годах. В середине XVIII века стены разобрали из за ветхости и ненужности. В настоящее время кремль со всех сторон окружён водой и рвом. Внутри него сохранились: Палаты угличских князей, Церковь Димитрия на крови и Спасо-Преображенский собор. Кремль был кандидатом в предварительный список объектов всемирного наследия ЮНЕСКО, но был исключён оттуда. Объект культурного наследия народов РФ регионального значения. Рег. № 761421323460005 (ЕГРОКН). Объект № 7610230000 (БД Викигида) |
|             | Юрьев-Польский кремль | Построен: XII век                     | На территории Юрьев-Польского кремля сохранился белокаменный Георгиевский собор, построенный в 1230—1234 годах. Также в пределах Юрьев-Польского кремля сохранились Троицкий собор и Михайло-Архангельский монастырь с собором и двумя храмами. Кроме того, хорошо сохранились валы. Объект культурного наследия народов РФ федерального значения. Рег. № 332110012840026 (ЕГРОКН). Объект № 3330001001 (БД Викигида) |

#### Деревянные кремли, от которых остались постройки
В этот список вносятся кремли от которых сохранились постройки, времён существования кремля: административные, культовые и другие сооружения.
| Изображение | Название                                        | Годы существования                    | Информация |
| ----------- | ----------------------------------------------- | ------------------------------------- | --- |
|             | Иркутский кремль                                | Построен: 1669—1670 Разобран: 1790е   | В 1669 году под руководством служилого человека Андрея Барнешлева началось строительство Иркутского кремля. У кремля было 8 деревянных башен, две из которых проездные. При укреплении стен и башен использовали природный камень и кирпич, но каменным кремль так и не стал. В 1790-х годах сохранившиеся постройки кремля разобрали. В 1820-х годах на месте Иркутского кремля был посажен сад, получивший название Публичный сад. Из построек времён существования кремля сохранилась только Спасская церковь 1710 года. |
|             | Курский кремль                                  | Построен: XI век Сгорел: 1781         | В кремле было как минимум 5 деревянных башен. Внутри кремля находился Знаменский Богородицкий монастырь, укреплённый стеной с четырьмя каменными башнями. Деревянный кремль сильно пострадал от пожара в 1781 году и в силу утраты прежнего военно-стратегического значения больше не восстанавливался. В процессе формирования нового городского центра были снесены в 1788 году Воскресенский собор монастыря, в 1792 году Пятницкая церковь. Из построек времён существования кремля сохранилась только одна каменная башня монастырской ограды, возведённая в 1680 году. |
|             | Торопецкий кремль                               | Построен: XII век Разобран: XVIII век | В мирное время кремль представлял собой малонаселённый, преимущественно административный район города. Здесь находился двор воеводы, государственные хлебные амбары, пороховые и оружейные погреба, собор и другие церкви. Крепость пришла в упадок и без присмотра быстро разрушилась в XVIII в, когда расширение государства на запад сделало её содержание в боеготовом виде не актуальным. На городище Красный Вал в настоящее время находятся Богоявленская церковь (1771 года, ныне краеведческий музей), действующий Корсунский собор (1676 года, полностью перестроен в классическом стиле после пожара в период с 1795 по 1804 годы), несколько жилых и административных строений XIX—XX вв.                                                                    |
|             | Ярославский кремль                              | Построен: XI век Разобран: XVIII век  | Кремль был срублен из дерева и включал в себя 2 проезжие башни и 10 глухих. После пожара 1658 года, часть башен была перестроена в каменные, но в итоге все укрепления были снесены в течение XVIII века за ненадобностью. Сохранилось три каменных башни Земляного города, примыкавшего к кремлю. Главный собор кремля — Успенский — был уничтожен советской властью. В 2010 году был воссоздан, но в совершенно другом виде. Исторический центр Ярославля, находящийся на месте кремля, признан объектом всемирного наследия ЮНЕСКО. Объект культурного наследия народов РФ федерального значения. Рег. № 761540208560006 (ЕГРОКН). Объект № 7610001000 (БД Викигида) Из построек времён существования кремля сохранилась только церковь Николая Чудотворца 1695 года. |
|             | Черниговский детинец также: Черниговский кремль | Построен: X век Разобран: 1799        | Детинец был окружён земляным валом с деревянной стеной и глубоким рвом, имел три въезда: Водные, Киевские и Погорелые ворота. В детинце размещались княжеский двор, богатые усадьбы богатой знати и главные соборы города. При Василии III в 1531 году завершилось строительство нового деревянного кремля с пятью высокими башнями, расположившемся на месте детинца древнерусских времён. Из построек времён существования детинца сохранились: Спасо-Преображенский собор середины XI века, Борисоглебский собор начала XII века Из построек времён существования крепости (кремля) сохранились: Екатерининская церковь начала XVIII века, Коллегиум (1700), Дом архиепископа (1780), Здание полковой канцелярии (1690-е)                                             |

#### Деревянные кремли, от которых остались валы
| Изображение | Название           | Годы существования               | Информация |
| ----------- | ------------------ | -------------------------------- | --- |
|             | Брянский детинец   | Построен: X век Сожжён: XIII век | Укрепления и постройки древнерусского времени были полностью разрушены и сожжены в период монголо-татарского нашествия. |
|             | Клещинский детинец | Построен: XI век Разобран: ?     | Это первое известное по летописям поселение на переславской земле. Название Клещина упомянуто в «Повести временных лет». Клещин считается предшественником Переславля-Залесского. На месте, где когда-то находились четыре проездные башни есть разрывы в валу. |
|             | Севский кремль     | Построен: XII век Сгорел: 1718   | После вхождения в состав Русского государства по итогам русско-литовской войны 1500—1503 годов, Севск в течение XVI и XVII веков являлся его важнейшей крепостью на юго-западных рубежах.                                                                       |

- Владимир-Волынский детинец — сохранились валы. Сохранился также Успенский собор 1160 года, который расположен не в детинце Владимира-Волынского, а по соседству с ним в окольном городе.
- Галичский детинец — сохранились валы. Детинец существовал до середины XIV века, потом город был перемещён на 7 км севернее. Раскопаны фундаменты храмов и других строений.
- Галич-Мерский кремль — сохранились валы. Территория внутри валов застроена. Также недалеко от кремля сохранился в незастроенном виде холм на котором стоял более древний детинец.
- Кашинский кремль — сохранились валы. На территории кремля сохранился собор Воскресения Христова 1796—1804 годов постройки (после разбора кремля).
- Новоторжский кремль — сохранились валы. Территория внутри валов частично занята деревянными строениями, стилизованными под старину.
- Радонежский кремль — сохранились валы. Территория внутри валов занята кладбищем.
- Старицкий кремль — сохранились валы. Кремль был деревянный, с 13 башнями (2 проездных, 11 глухих). В кремле находился уникальный пятишатровый Борисоглебский собор, построенный в 1558—1561, который в 1803 году был разобран «за ветхостью».

#### Деревянные кремли, от которых остались холмы

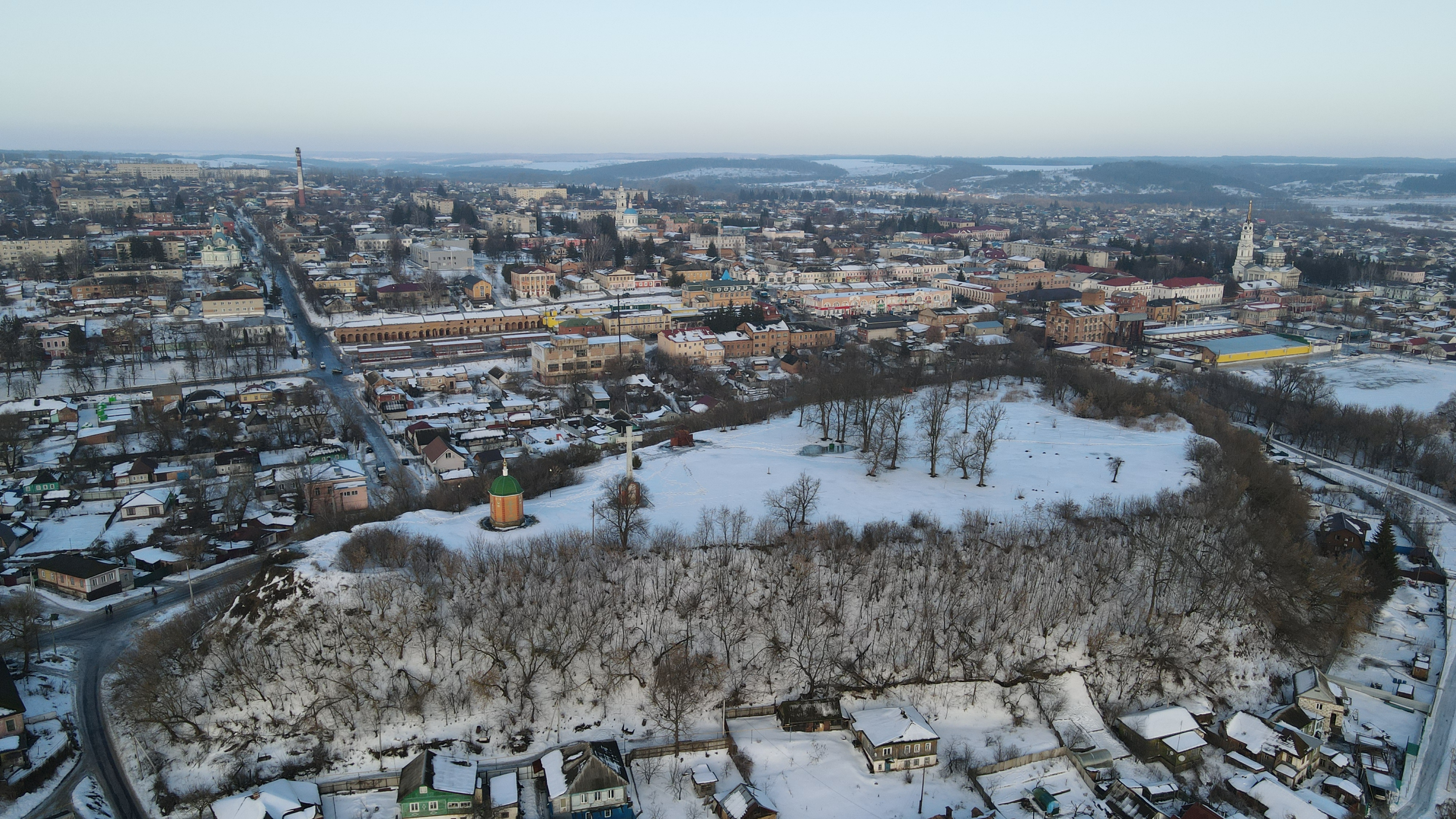
Холм Рыльского кремля

- Васильковский детинец — сохранился в незастроенном виде холм, на котором стоял детинец.
- Волковысский детинец — сохранился в незастроенном виде холм, на котором стоял детинец.
- Вышгородский детинец — сохранился в не сильно застроенном виде холм, на котором стоял детинец. Сейчас это территория Украины.
- Дорогичинский детинец — сохранился в незастроенном виде холм, на котором стоял детинец. Сейчас это территория Польши.
- Карачевский кремль — сохранился холм, на котором стоял детинец. Территория застроена.
- Любечский детинец — сохранился в незастроенном виде холм, на котором стоял детинец.
- Новгород-Северский детинец — сохранился в незастроенном виде холм, на котором стоял детинец.
- Пронский кремль — сохранился в незастроенном виде холм, на котором стоял детинец.
- Путивльский кремль — сохранился в незастроенном виде холм, на котором стоял детинец.
- Ржевский кремль — сохранился в незастроенном виде холм, на котором стоял кремль.
- Рыльский кремль — сохранился в незастроенном виде холм, на котором стоял детинец.
- Труворово городище — сохранился в незастроенном виде холм, на котором стоял детинец.
- Холмский детинец — сохранился в незастроенном виде холм, на котором стоял детинец, а также фундаменты башни и стен.
- Чердынский кремль — сохранился в незастроенном виде холм, на котором стоял детинец. На нём воссозданы 2 деревянные башни и храм.
- Черторыйский детинец — сохранился в незастроенном виде холм, на котором стоял детинец.

### Полностью утраченные кремли
| Изображение | Название                           | Годы существования                       | Информация |
| ----------- | ---------------------------------- | ---------------------------------------- | --- |
|             | Киевский детинец (кремлём не стал) | Построен: X век Сожжён: 1240             | Детинец также называли городом Владимира. Кремлём киевский детинец так и не стал, поскольку после полного уничтожения детинца монголами, территория была захвачена на несколько веков Великим княжеством Литовским и Речью Посполитой. Город Владимира и город Ярослава были вновь укреплены русскими воеводами лишь во второй половине XVII века, называвшими их Малым земляным городом и Большим земляным городом, соответственно. Они стали составными частями Старокиевской крепости. В XVIII веке укрепления были обновлены при фельдмаршале Минихе. От детинца сохранились лишь фундаменты Десятинной церкви. |
|             | Костромской кремль                 | Построен: 1416—1417 Разобран: XIX век    | У кремля было как минимум 10 деревянных башен, они не сохранились. Фортификационные сооружения разбирались, а рвы засыпались на протяжении XVIII—XIX веков. К настоящему времени сохранились лишь остатки восточного рукава вала Старого города и эскарпированные склоны верхней террасы Старого города. В 1934 году кремлёвские храмы были снесены, в том числе старейший храм и старейшее каменное здание Костромы — Успенский собор. В 2016 году началось воссоздание храмового комплекса Костромского кремля.                                                                                                   |
|             | Муромский кремль                   | Построен: IX—X века Разобран: XVIII век  | У кремля было 14 деревянных башен и трое ворот. Сгорел в начале XVIII века и в царствование Екатерины II был разобран за ненадобностью. В 1852 году на месте кремля был открыт сад. Главный собор кремля — собор Рождества Богородицы — был уничтожен советской властью в 1939 году. Объект культурного наследия народов РФ федерального значения. Рег. № 331640682430006 (ЕГРОКН). Объект № 3330008000 (БД Викигида) |
|             | Орловский кремль                   | Построен: 1566—1560е Разобран: XVIII век | У кремля было 13 деревянных башен. На территории кремля находился Рождественский собор, который был разобран в 1786 году. |
|             | Рузский кремль                     | Построен: XIV век Сгорел: 1619           | Кремль располагался на холме, у него было около 10 деревянных башен. Он подвергался и татарскому, и польско-литовскому нападениям. Объект культурного наследия народов РФ федерального значения. Рег. № 501441231120006 (ЕГРОКН). Объект № 5010408000 (БД Викигида) |
|             | Тамбовский кремль                  | Построен: 1636—1637 Разобран: ?          | У кремля было 12 деревянных башен, три из которых были проездными. Протяжённость стен кремля была 1200 метров. |
|             | Тверской кремль                    | Построен: XII век Сгорел: 1763           | У кремля было 19 деревянных башен. В 1763 году кремль сгорел при большом городском пожаре и больше не восстанавливался. Валы также не сохранились. В центральной части Городского сада сохранились остатки крепостного рва. В конце XIII века на территории кремля построен Спасо-Преображенский собор — одно из первых каменных зданий, возведённых на Руси после монголо-татарского нашествия. В 1935 году собор был уничтожен советской властью. В 2014—2020 годах проводились работы по воссозданию Спасо-Преображенского собора.                                                                               |
|             | Тюменский кремль                   | Построен: 1586—1580е Сгорел: 1695        | Первый кремль в Сибири. Деревянный кремль с восемью башнями, в том числе двумя проезжими. Рядом с территорией кремля находилась церковь Всемилостивого Спаса, которая сгорела вместе с кремлём. Была отстроена в камне в 1798. |
|             | Чебоксарский кремль                | Построен: 1555 Сгорел: 1704              | Кремль был расположен на самой высокой и защищённой точке холма, занимал главенствующее положение в городе. Городские укрепления имели 5 башен, из которых 2 были въезжие (Введенские и Никольские ворота), а также 4 башни острога. На воротах и башнях стояли артиллерийские орудия (пищали). На холме, где был кремль, сохранились исторические постройки посткремлёвского времени. |
|             | Шуйский кремль                     | Построен: XVI век Разобран: ?            | Деревянный кремль, имел трое ворот — Телешовские с южной стороны, Никольские с восточной стороны и Тайницкие с западной стороны. Крепостная стена кремля находилась на земляном валу высотой 3,4 м. Кремль с двух сторон был окружён рвами с водой, а с третьей стороны — рекой. Земляные валы уже с середины XIX века начали срываться для хозяйственных нужд. Сохранились остатки крепостного рва. Из самых старых построек на территории кремля сохранилась церковь Покрова Пресвятой Богородицы, возведённая в 1754 году. Неизвестно, когда она была возведена — до или после разбора кремля.                   |

- Арзамасский кремль — не сохранился. У кремля было 14 деревянных башен.
- Белгород-Киевский детинец — сохранились небольшие части валов детинца и фундамент древнего собора.
- Белзский детинец — не сохранился.
- Боровский кремль — не сохранился. В 1779 году остатки крепости были полностью разобраны.
- Брестский детинец — не сохранился. Был построен в X—XI веках. Остатки последней башни детинца были разобраны в 1831 году при строительстве Брестской крепости. Были раскопаны и экспонируются в музее Берестье остатки деревянных построек XIII века.
- Елецкий кремль — не сохранился. Территория застроена.
- Калужский кремль — не сохранился. Территория застроена.
- Кромской кремль — не сохранился.
- Оршанский детинец — сохранился в незастроенном виде холм на котором стоял детинец.
- Переяславский детинец — не сохранился. Территория застроена.
- Пинский детинец — не сохранился. Территория застроена.
- Симбирский кремль — не сохранился. Соборы и постройки на территории кремля уничтожены советской властью.
- Слуцкий детинец — не сохранился. Территория детинца застроена.
- Соликамский кремль — простоял 99 лет и был уничтожен пожаром 1672 года. От крепости не осталось ничего, даже земляных валов и рвов.
- Туровский детинец — от детинца осталась возвышенность с руинами фундамента церкви. Эти руины музеефицированы.
- Уфимский кремль — в изменённом виде сохранился кремлёвский холм. Троицкая церковь времён кремля была уничтожена советской властью в 1956 году.
- Хлыновский кремль — не сохранился, за исключением нескольких частично сохранившихся фрагментов посадского крепостного вала. Территория частично застроена. Соборы и постройки на территории кремля уничтожены советской властью.
- Холмогорский кремль — не сохранился. В полуразрушенном состоянии сохранился собор с колокольней (ныне законсервирован). Неизвестно, относился ли этот собор к территории кремля.

### Прочие укрепления

#### Детинцы, перестроенные в замки
- Луцкий детинец — перестроен в замок Великого княжества Литовского, который сохранился до наших дней — Луцкий замок.
- Минский детинец — перестроен в замок Великого княжества Литовского, который был полностью утрачен — Минский замок.
- Мстиславский детинец — перестроен в замок Великого княжества Литовского, который был полностью утрачен — Мстиславский замок.
- Новогрудский детинец — перестроен в замок Великого княжества Литовского, от которого остались лишь руины — Новогрудский замок.
- Перемышльский детинец — перестроен в польский замок, который сохранился до наших дней — замок Казимира.
- Полоцкий детинец — перестроен в замок Великого княжества Литовского, который был полностью утрачен — Полоцкий Верхний замок.

#### Крепостные стены, иногда именуемые кремлями
- Городецкая крепостная стена — от деревянной крепостной стены сохранились валы. Эта стена по своему значению соответствовала окольному городу. Внутри окольного города был детинец, от которого ничего не сохранилось.
- Смоленская крепостная стена — от крепостной стены сохранились 18 каменных башен из 38, а также частично прясла между ними. Эта стена по своему значению соответствовала окольному городу. Внутри окольного города был детинец, от которого ничего не сохранилось[15].

#### Крепости, иногда именуемые кремлями
- Ивангородская крепость — построена в 1492 году, как приграничная крепость. Сохранилась в камне.
- Изборская крепость — построена в 1330-е годы как крепость, отдельно от Изборского детинца — Труворова городища. Сохранилась в камне.
- Олонецкая крепость — построена в 1649 году, как приграничная крепость. Не сохранилась.
- Островская крепость — построена в конце XIV века, как приграничная крепость. Не сохранилась.
- Плёсская крепость — крепость не сохранилась. Сохранился в почти незастроенном виде холм, на котором стояла крепость. Также сохранился вал, с одной стороны от холма. На историческом месте воссоздано основание одной из деревянных башен.
- Порховская крепость — построена в 1387 году, как приграничная крепость. Сохранилась в камне.
- Себежская крепость — крепость не сохранилась. Сохранился в почти незастроенном виде холм, на котором стояла крепость.
- Солигаличская крепость — построена в 1510 году. Сохранились валы и рвы, а также руины церкви.
- Крепость Ям — построена в 1384 году, как приграничная крепость. Сохранились фундаменты двух башен, валы и рвы.

#### Современные имитации
Ниже приведет список культурно-развлекательных комплексов, имитирующих крепости и имеющих в своем названии слово «кремль».
- В 1998—2007 годах в Москве был построен культурно-развлекательный комплекс «Кремль в Измайлове».
- В 2010 году в Йошкар-Оле был построен «Царевококшайский кремль».

## Кремли в филателии

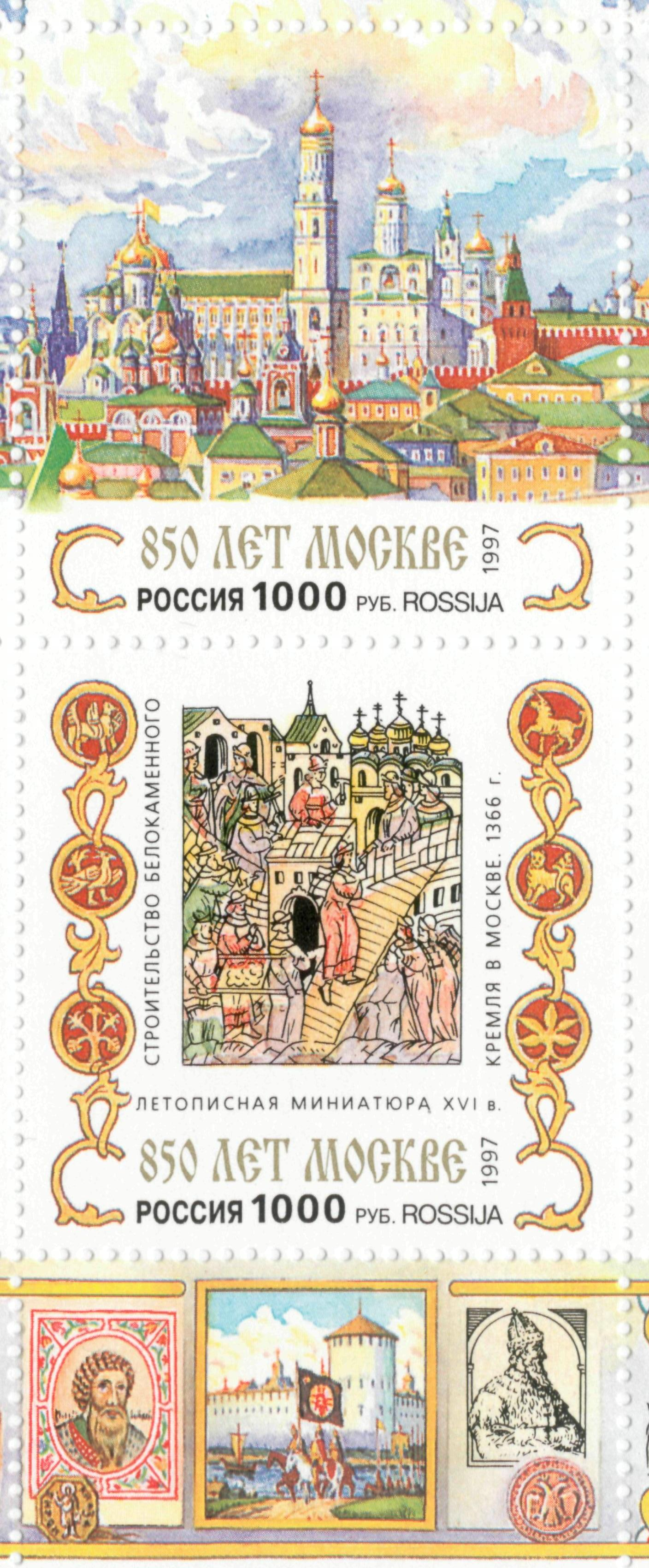
Строительство белокаменного Кремля в Москве в 1366 году. Почтовая марка 1997 года по мотивам миниатюры XVI века.

В 2009 году Почта России выпустила 12 марок с изображениями сохранившихся кремлей:
| - Астраханский кремль - Зарайский кремль - Казанский кремль - Коломенский кремль - Ростовский кремль - Нижегородский кремль - Новгородский кремль - Псковский кремль - Московский Кремль - Рязанский кремль. На марке изображён Спасский монастырь - Тобольский кремль - Тульский кремль |

В 2017 году были выпущены почтовые марки номиналом 22 рубля с изображением Александровского кремля и 46 рублей с изображением Вологодского кремля.
| - Александровский кремль - Вологодский кремль |